# Illa de Brownsea

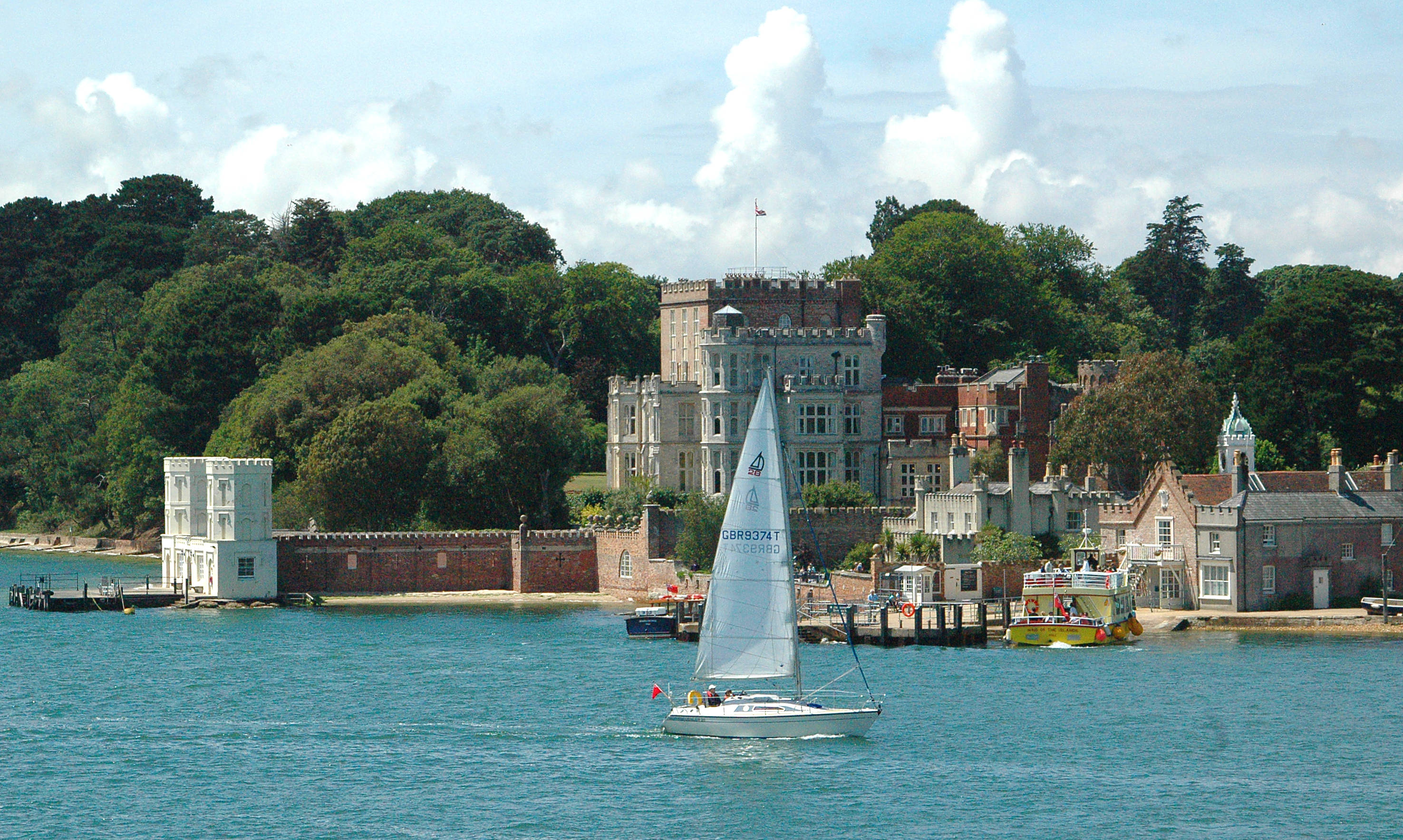
Vista del port

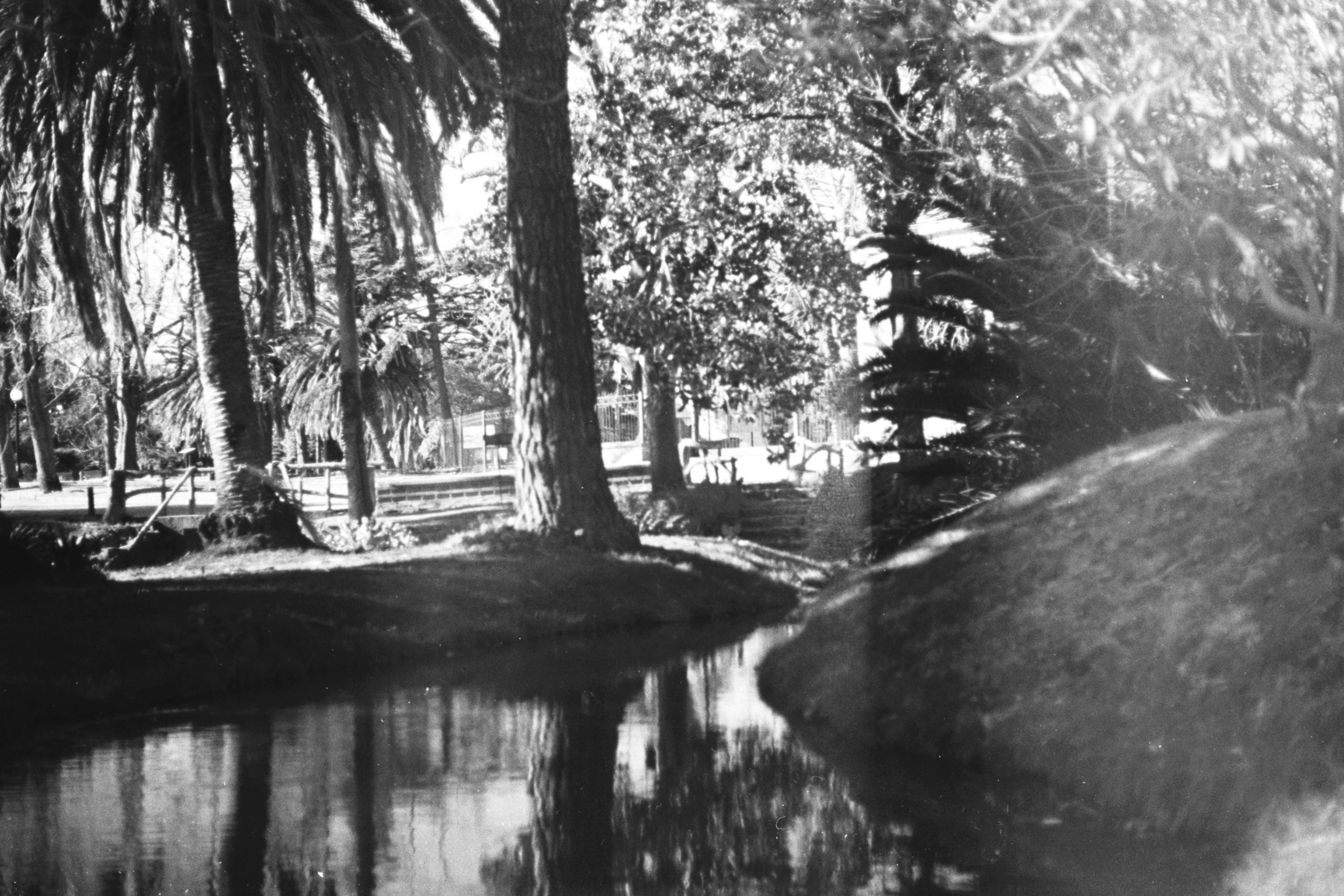
Fotografia de l'Illa de Brownsea al 1907

L'illa de Brownsea està situada al port de Poole, Dorset, Anglaterra. L'illa pertany al National Trust. La major part de l'illa és accessible al públic. Té zones de bosc i erm i és hàbitat de gran quantitat d'aus i fauna autòctona. Actualment, constitueix una reserva natural. Des de les altures de l'illa hi ha vistes del port de Poole i la regió anomenada Illa de Purbeck (que és, en realitat, una península). Pel que fa a extensió, és la més gran d'un arxipèlag de vuit illes.
Es manté preservada, ja que va ser l'emplaçament on va tenir lloc el primer campament escolta a 1907, dirigit per Robert Baden-Powell amb vint nois d'entre 10 i 16 anys, la qual cosa donaria peu a l'escoltisme.
Per arribar a l'illa cal utilitzar el ferri públic o vaixell particular, el 2002 el nombre de visitants a l'illa va ser de 105,938.

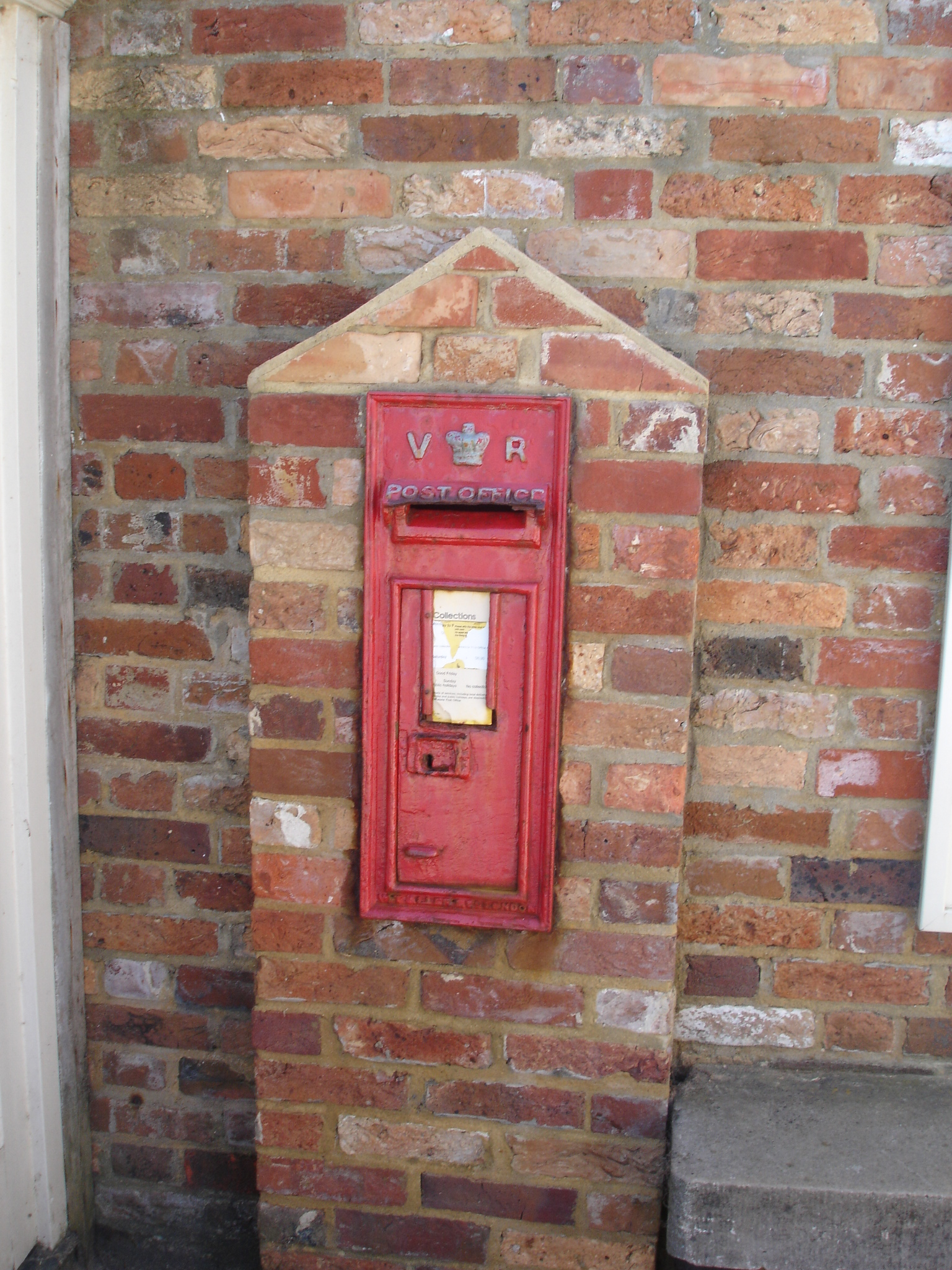
L'única bustia de l'illa

## Campament escolta
De l'1 d'agost fins al 8 d'agost de 1907, Robert Baden-Powell va realitzar a l'illa de Brownsea un campament experimental per a 20 nois. Aquest campament experimental incloïa nois que eren membres de Brigades per Nois a Bournemouth i Poole.
El 2007, 100 anys després del primer campament experimental, esdeveniments commemoratius van tenir lloc a l'illa. Durant l'estiu, L'Associació de Scouts del Regne Unit van realitzar 4 campaments, el Camp de Líders de Patrulla (Patrol Leaders Camp) (una reunió de Scouts de tot Regne Unit), el Camp del Nou Centenari (New Centenary Camp) (Scouts del Regne Unit de totes les religions i antecedents) i el Camp Rèplica (Rèplica Camp) (Un Museu Vivent del Camp realitzat fa 100 anys).
Possiblement el millor dels 4 campaments va ser el Campamento l'Alba (Sunrise Camp) que al costat de 310 joves de 155 països per celebrar el centenari de l'escoltisme. L'1 d'agost del 2007, tots els escoltes d'arreu del món (28 milions) van renovar la seva promesa a les 8 del matí, temps local, com a part de la cerimònia de l'Alba, i l'Illa de Brownsea el punt focal de la celebració.

### Primer Campament Escolta[2]
L'1 d'agost al 9 d'agost de 1907, es va realitzar el primer campament escolta, a l'illa de Brownsea a la badia de Poole, Dorset.
Baden-Powell va triar a 20 nois d'entre 12 i 17 anys, els organitzà en quatre patrulles denominades "llops", "braus", "corriol" i "corbs", lliurant, com a distintiu, una cinta blava, verda, groga o vermella respectivament (actualment són els colors de les camises de les diferents branques escoltes a Catalunya).
L'itinerari general era llevar d'hora (al so de la banya de kudu, un trofeu de guerra de Baden-Powell pres del cap matabele Siginyamatsche), practicar exercici físic, cuinar el mateix menjar, recórrer la natura per observar animals i ocells, fer grans jocs, aixecar rústiques construccions, aprendre nusos i amarraments.
A la nit, tots compartien experiències al voltant d'una foguera on Baden-Powell comptava una història en la que alguna tècnica de l'escoltisme l'havia servit. L'endemà s'exercitaven la tècnica explicada durant la foguera. Cada jornada acabava amb una oració. Baden-Powell descriu el seu mètode de la següent manera:
"Per exemple, prenguem un aspecte de la matèria" Observació ", per exemple el rastreig d'empremtes. Al fogó nocturn, comptarem als nois alguns exemples interessants sobre el valor de tenir la capacitat de seguir petjades. A la següent matí, els ensenyarem com practicar rastreig en confeccionar empremtes de diferents nois a diferents velocitats i mostrant com llegiria i deduir el seu significat, A la tarda es realitzarà el joc del rastreig del cérvol "- Baden Powell
Tal va ser l'èxit de l'ensinistrament dels nois, que el mateix Baden-Powell va ser capturat en el joc nocturn d'aguait, la qual cosa demostrava que era possible superar mitjançant tècniques escolta. Una de les nits el senyor Ban Raalte, propietari del lloc de campament, i alguns dels seus amics van ser de visita a l'illa, sent "arrestats" per una patrulla de vigilància rutinària.
Els assistents al Campament van ser:
Dirigents:
- Robert Baden-Powell: 50 anys, cap de campament.
- Kenneth McLaren: 47 anys, assistent.
- George Green: 48 anys, assistent.
- Henry Robson: 51 anys, assistent.
- Donald Baden-Powell: 9 anys, nebot, 'mascota' i ordenança.

Patrulles:
- Patrulla Bous:

Herbert Barnes: 16 anys (Guia); Herbert Colingbourne: 15 anys; Humphrey Noble: 15 anys; William Rodney: 10 anys; James Tarrant: 16 anys.
- Patrulla Corriol:

George Rodney: 15 anys (Guia); Terry Bondield: 13 anys; Richard Grant; Alan Vivian: 15 anys; Bert Watts.
- Patrulla Llops:

Bob Wroughton: 16 anys (Guia); Cedric Curteis: 13 anys; Reginald Giles: 14 anys; John Evans Lomba: 11 anys; Percy Medway: 14 anys.
- Patrulla Corbs:

Thomas Evans-Noble: 14 anys (Guia); Bert Blanford: 13 anys; Marc Noble: 10 anys; Arthur Primm: 15 anys; James Rodney: 14 anys.